# 애플리케이션 서비스 제공자
애플리케이션 서비스 제공자(application service provider, 줄여서 ASP)는 고가의 하드웨어, 소프트웨어를 도입하지 않고도 네트워크 인프라를 이용하여 다양한 정보화 솔루션을 사용할 수 있는 애플리케이션 임대 서비스이다.
별도의 서버, 애플리케이션을 구매, 구축하지 않을 수 있고 비용, 시간, 관리인력의 부담을 해소하며, 중소기업의 경우 선진경영 및 업무 프로세스를 쉽게 취득하면서 대기업과 대등한 업무혁신을 가능하게 하는 점 때문에 각광을 받고 있다.
웹 서비스, SOA 등의 기술을 적용하면서 서비스 기반의 소프트웨어로 발전해가고 있다. 온 디맨드(On-demand), 또 클라우드 컴퓨팅에서는 SaaS라고 일컫는다.

## 같이 보기
- 서비스형 소프트웨어
- 아웃소싱
- 유틸리티 컴퓨팅